# Białokosz
Białokosz (prononciation : [bjaˈwɔkɔʂ]) est un village polonais de la gmina de Chrzypsko Wielkie dans le powiat de Międzychód de la voïvodie de Grande-Pologne dans le centre-ouest de la Pologne.
Il se situe à environ 6 km au sud de Chrzypsko Wielkie (siège de la gmina), 23 km à l'est de Międzychód (siège du powiat), et à 50 km au nord-ouest de Poznań (capitale de la Grande-Pologne).

## Histoire
De 1975 à 1998, le village faisait partie du territoire de la voïvodie de Poznań.

Depuis 1999, Białokosz est situé dans la voïvodie de Grande-Pologne.
Le village possède une population de 174 habitants en 2002.